# Alternanthera martii
Alternanthera martii är en amarantväxtart som först beskrevs av Horace Bénédict Alfred Moquin-Tandon, och fick sitt nu gällande namn av Robert Elias Fries. Alternanthera martii ingår i släktet alternanter, och familjen amarantväxter. Inga underarter finns listade i Catalogue of Life.